# Купчик Лідія Степанівна
Лідія Степанівна Купчик (нар. 3 травня 1944, Сянок) — українська журналістка, публіцистка і громадська діячка. Очолює Львівську міську організацію Всеукраїнської Ліги Українських Жінок. Видала 14 книг, присвячених славним постатям України.

## Життєпис
У Сянок, де народилася Лідія, батьків закинули воєнні події. Батько — Степан Купчик, працював у «Маслосоюзі», у період радянської влади — у Львівському аптекоуправлінні. Мати — Володимира, з дому Лиско — вчителька. Правнучка галицького душпастиря о. Михайла Цегельського, внучка отця-декана Володимира Лиска.
Від 1948 року проживає у Львові. У 1951—1961 навчалася в СШ № 36, у 1961—1967 — у Львівському політехнічному інституті, після закінчення якого отримала кваліфікацію інженера-електрика. Працювала інженером у проєктних інститутах «Сільенергопроект» та «Діпроміст».
Одночасно з працею інженером навчалася на вечірньому відділенні Львівського держуніверситету ім. І. Франка, у 1976 році отримала кваліфікацію філолога, викладача української мови й літератури. Хотіла продовжити навчання, мала рекомендацію до аспірантури, але, втративши в 1976 р. обох батьків і маючи двох малолітніх дітей, мусила посвятити себе сім'ї.
Працювала вихователем у дитячій дошкільній установі № 131 м. Львова, отримала звання вихователя-методиста. У 1988 покинула працю за станом здоров'я.
У 1992—2002 працювала інтерв'юером в Інституті історії Церкви в проєкті «Жива історія».

## Громадська діяльність і творчість
З початком українського відродження брала активну участь у відновленні та праці Союзу Українок, часто публікувала статті, присвячені постатям видатних українських жінок та діяльності Союзу Українок.
У 1995, прагнучи розширяти громадянський рух українського жіноцтва, залучати до громадської праці щораз ширші верстви українок, включилася у заснування Всеукраїнської Ліги Українських Жінок, була редактором періодичних видань Ліги, на цю пору очолює Львівську міську організацію ВЛУЖ.
Ініціатор, сценарист і ведуча численних просвітницьких літературно-музичних акцій, які регулярно проводить Львівська Ліга Українських Жінок. Брала участь у створенні книги-довідника «Українська жінка у визвольній боротьбі 1940—1950 рр.», три томи якої видані видавництвом «Світ» у 2004—2009 роках.
Великої ваги надає плеканню і поширенню серед українського народу християнських засад, дослідженню і висвітленню новітньої історії Української Церкви, заповненню білих плям в українській історії, поверненню із небуття імен славних українців, особливо видатних жінок.
Автор численних статей у газетах і журналах та радіопередач. Член Національної спілки журналістів України.

## Книги
Видала книги:
- «Без зерна неправди. Спомини отця-декана Володимира Лиска» (1999, вид-во «Каменяр», 156 стор.),
- «Третій удар. /Долі галицьких отців-деканів/» (2001, вид-во «Каменяр», 144 стор.),
- «Світло Вчительки» (2002, вид-во «Духовна вісь», 152 стор.).
- «Родом зі Струсова. Розповіді про Цегельських» (2002, вид-во «Ліга-Прес», 305 стор. редактор).
- «Дзвони пам'яті» (2007, збірник сценаріїв, як своєрідний звіт про історично-просвітницькі, літературно-музичні заходи Львівської Ліги Українських Жінок. Разом з тим, це — багатий інформативний матеріал про визначні події і видатних особистостей української історії).
- «Роман Лиско — Блаженний Слуга Бога та вірний син України» (2009, вид-во «Папуга», 115 стор.).
- «Життєносні стовпи Церкви» (2010, вид-во «Місіонер», 204 стор.). У збірку ввійшли нариси про видатних українських душпастирів, про яких автор розповідала в однойменному циклі по радіо «Воскресіння».
- «Дороговкази для українців» (2013, вид-во «Місіонер», 242 стор.). У збірку ввійшли нариси про видатних українців, про котрих авторка розповідала у циклі радіопередач під такою ж назвою. Ці постаті внесли неоціненний вклад у розвиток української нації і є яскравими образами сили духу українців. Герої цієї книги, будучи представниками різних кіл суспільства, своїми сентенціями і всім своїм життям вказують правильний і праведний шлях сучасникам для творення справедливої, вільної і духовно багатої держави. Саме крізь призму їх значимості, повчальності й актуальності звертається авторка як до загальновідомих, так і до незаслужено призабутих, спаплюжених ворогами українства і зовсім невідомих постатей, що є благодатними дороговказами для сучасників.
- «Під знаком Хреста»(вид-во «Місіонер», 2013. 40 стор.) — до 1025-літнього ювілею Хрещення Руси-України.

У 2010—2014 видає серію книжечок під гаслом «Духовні Матері українства».

## Різне
У 2011 році відповідно до розпорядження міського голови від 22 серпня 2011 нагороджена відзнакою «Золотий герб міста Львова». Лауреат премії імені Ірини Калинець (2014).
Має трьох синів, шестеро внуків.